# 黄金の冠
『黄金の冠』はHBO(日本ではスター・チャンネルが放送)のファンタジー・ドラマ・シリーズである『ゲーム・オブ・スローンズ』の第1章『七王国戦記』の第6話である。プロデューサーでもあるデイヴィッド・ベニオフ と D・B・ワイスによって原案が作られ、二人とともにジェーン・エスペンソンが脚本を担当し、 ダニエル・ミナハンが監督した。
本エピソードは、七王国の政治バランスの崩壊を描く。ロバート王が狩りに出かける間、エダードはラニスター家の攻撃を凌がなくてはならない。高巣城ではティリオンが裁判にかけられ、狭い海の向こう側ではヴィセーリスが王になるためにカール・ドロゴに迫る。

## あらすじ

### 〈北部〉
ブラン(アイザック・ヘンプステッド＝ライト)は繰り返し見る〈三つ目の鴉〉の夢から目覚め、特別にあつらえさせた鞍が出来ていることを知り喜ぶ。兄ロブ(リチャード・マッデン)とシオン(アルフィー・アレン)の監督の下で森に試し乗りに行く。
父親がラニスター家に攻撃された復讐をするようシオンがロブを説いていた時、〈壁〉の北にすむ〈野人〉の集団がブランを捕える。ロブとシオンは〈野人〉の男をすべて殺し、女オシャ(ナタリア・テナ)を捕える。だが、ブランを捕まえていた〈野人〉を弓で射たことでブランを危険にさらしたと、ロブはシオンを責める。

### 〈谷間〉
ティリオン(ピーター・ディンクレイジ)は自白するとライサ・アリンを偽って法廷を開かせるが、ブランの暗殺のこともライサの夫の死のことも自白しない。ティリオンは決闘裁判を要求し、傭兵のブロン(ジェローム・フリン)が代わりに戦うと名乗り出て、ライサは認めざるを得ない。ブロンはライサの代理の騎士が重装備であることを利用して疲労させて倒し、ティリオンはブロンをお供に自由の身となって去り、タリー家出身の姉妹を悔しがらせる。

### キングズランディング
ロバート王 (マーク・アディ)とサーセイ (レナ・ヘディ)が見守る中、エダード(ネッド)(ショーン・ビーン)が自室で目覚める。サーセイは弟ティリオンを誘拐したことでエダードを責め、エダードが酔って最初にジェイミーを襲ったと言う。だがロバートが平手打ちをしてサーセイを黙らせる。サーセイが去った後、ロバートはラニスター家とスターク家が争っていては王国を治められないと言い、〈王の手〉にとどまるように言い、拒否すればジェイミーを〈王の手〉にすると言う。ロバートが狩りに出かける間、エダードが摂政になるとも言う。
一方、アリア(メイジー・ウィリアムズ)は父の怪我とジョリーを失ったことに苦しむ。シリオ・フォレルは戦いに集中することを学ぶ良い機会であるという。サンサ(ソフィー・ターナー)と修道女モーデインが部屋にいるところにジョフリー(ジャック・グリーソン)がやってきて非を詫び、ネックレスを贈ってサンサを王妃とすることを誓う。母親に強いられたとも知らず、サンサは喜んで謝罪を受け入れる。
摂政として、エダードはグレガー・クレゲインがリヴァーランドで無法者を率いて村々を荒らしていることを知る。これがティリオンの逮捕に対する報復であると知り、ベリック・ドンダリオンに命じてグレガーを逮捕し、領地と称号を奪い、その君主であるタイウィン・ラニスター公を召喚することにする。ラニスター家との戦いを恐れ、娘たちの安全を図るため、サンサとアリアにウィンターフェルに戻ることを命じる。サンサは逆らい、ジョフリーの金髪のことを口に出す。エダードはあることに気付き、バラシオン家の血統に関する本を再読する。パズルのピースがはまり、ロバート、その祖先、そしてジョン・アリンと自分が探していたロバートの落とし子たちとは違って、ジョフリーが黒髪ではないことに気づく。ジョフリーはロバートの息子ではないとエダードは結論する。

### 狭い海の向こう側
デナーリス(エミリア・クラーク)はドラゴンの卵の一つを燃え立つ火鉢の上に置く。そして手を伸ばして赤熱した卵を取り上げる。侍女が急いで駆け寄り熱い卵をデナーリスの手から取り上げて火傷をする。だがデナーリスの手には傷一つ残らない。
ヴァエス・ドスラクでは、デナーリスが雄馬の生の心臓を食べる儀式を始める。儀式をやり遂げたデナーリスは立ちあがり、生まれようとする息子は世界を一つの旗の下に統一するカールであると宣言し、息子をレイゴと名付ける。ヴィセーリス(ハリー・ロイド)は妹の人気に嫉妬して怒るが、ジョラー(イアン・グレン)は忍耐を説く。だがヴィセーリスは堪えられず、妹のテントに忍び込んでドラゴンの卵を盗んで軍資金にしようとする。だがジョラーがこれを抑えて卵を守る。激しい言葉の応酬の後、ヴィセーリスは立ち去る。
後に、デナーリスとカール・ドロゴ(ジェイソン・モモア)の宴に酔ったヴィセーリスが現れ、剣を妹に突き付け、七王国を奪回する軍をドロゴが出さないなら、デナーリスを取り返し、腹を引き裂いて赤子を置いて行くと脅す。ドロゴはヴィセーリスが望む黄金の冠を授けると承知する。だがそれは溶けた黄金を頭にかけることであり、ヴィセーリスは苦悶の死を遂げ、その頭蓋は黄金に覆われる。デナーリスは兄の死を冷静に見守り、「ドラゴンじゃなかった。火では死なないはず」と冷たく言い放つ。

## 製作

### 脚本
原作第一部『七王国の玉座』の第37-40章、43章、44章、そして46章に基づいて、プロデューサーでもあるデイヴィッド・ベニオフ と D・B・ワイスによって原案が作られ、二人とともにジェーン・エスペンソンが脚本を書いた。41章は省かれ、42章は第8話に移された。
原作にないシーンとして、アリアとシリオ・フォレルの訓練のシーン、ヴィセーリスが卵を盗もうとしてジョラーに邪魔されるシーン、ジョフリーがサンサに謝罪するシーン、〈北部〉の娼婦ロスがウィンターフェルを去るシーンが付け加えられた。

### キャスティング
本エピソードではオシャ役のナタリア・テナが登場する。原作者のジョージ・R・R・マーティンはオシャ役としてもう少し年齢が上の女優を想定していたため、テナが若く魅力的であることに驚いたと述べている。

## 評判

### 視聴者数
初めて前回の260万人から視聴者数を減らし、240万人が視聴した。同夜の再放送を入れた合計は320万人となり、前回の330万人からわずかに減った。

### 賞
本エピソードは、2011年のプライムタイム・エミー賞のメークアップ賞（人工装具)シリーズ/ミニシリーズ/テレビ映画/スペシャル番組部門、ヘアスタイリング賞のシリーズ部門、音響編集賞シリーズ部門にノミネートされた。

## 参照
1. ↑  Hibberd, James. “Game of Thrones' ratings dip”. Enterntainment Weekly. 2011年5月25日閲覧。
2. ↑  “Game Of Thrones”.   Emmys.com. 2013年3月5日閲覧。